# Праздники Новой Зеландии
Нерабочие праздничные дни в Новой Зеландии — дополнительные выходные дни для работающего населения, связанные с праздниками.

### Общегосударственные праздники
| Дата                          | Название               | Английское название      |
| ----------------------------- | ---------------------- | ------------------------ |
| 1 января                      | Новый год              | New Year’s Day           |
| 2 января                      | День после Нового года | Day after New Year’s Day |
| 6 февраля                     | День Вайтанги          | Waitangi Day             |
| В пятницу перед Пасхой        | Великая пятница        | Good Friday              |
| На следующий день после Пасхи | Светлый понедельник    | Easter Monday            |
| 25 апреля                     | День АНЗАК             | Anzac Day                |
| Первый понедельник в июне     | День рождения королевы | Queen’s Birthday         |
| Восход Плеяд (июнь или июль)  | Матарики               | Matariki                 |
| Четвертый понедельник октября | День труда             | Labour Day               |
| 25 декабря                    | Рождество              | Christmas Day            |
| 26 декабря                    | День подарков          | Boxing Day               |

1. ↑  или в следующий понедельник, если он выпадает на субботу или воскресенье
2. ↑  или в следующий понедельник, если он выпадает на субботу, или в следующий вторник, если он выпадает на воскресенье
3. ↑  или в следующий понедельник, если он выпадает на субботу или воскресенье, с 2016 года
4. ↑  или в следующий понедельник, если он выпадает на субботу или воскресенье, с 2015 года
5. ↑  С 2022 года
6. ↑  или в следующий понедельник, если он выпадает на субботу или воскресенье
7. ↑  или в следующий понедельник, если он выпадает на субботу, или в следующий вторник, если он выпадает на воскресенье

### Региональные юбилейные дни
| День       | Регион           | включая                                                                      | День празднования |
| ---------- | ---------------- | ---------------------------------------------------------------------------- | --- |
| 22 января  | Веллингтон       | Веллингтон, Манавату, Уонгануи                                               | Ближайший понедельник |
| 29 января  | Окленд           | Уаикато, Кинг-Кантри, Коромандел, Бей-оф-Пленти, Гисборн/Восточное побережье | Ближайший понедельник |
| 29 января  | Нортленд         | Whangarei                                                                    | Ближайший понедельник |
| 1 февраля  | Нельсон          | Нельсон, Тасман, Буллер и части Северного Кентербери                         | Ближайший понедельник |
| 23 марта   | Отаго            | Данидин, Куинстаун                                                           | Ближайший понедельник (варьируется, чтобы не пересекаться со Светлым понедельником)                                          |
| 25 марта   | Саутленд         | Инверкаргилл, Блафф, Милфорд-Саунд, Фьордленд                                | Вторник после пасхи |
| 31 марта   | Таранаки         | Нью-Плимут                                                                   | Второй понедельник марта, чтобы не пересекаться с Пасхой                                                                     |
|            | Южное Кентербери | Южное Кентербери                                                             | Четвертый понедельник сентября — Dominion Day                                                                                |
| 1 ноября   | Хокс-Бей         | Нейпир, Хейстингс                                                            | Пятница перед Днем труда |
| 1 ноября   | Марлборо         | Бленем, Пиктон                                                               | Первый понедельник после Дня труда                                                                                           |
| 16 декабря | Кентербери       | Крайстчерч, Ашбертон                                                         | Крайстчерчская выставка (Северное Кентербери)                                                                                |
| 16 декабря | Кентербери       | Крайстчерч, Ашбертон                                                         | Крайстчерчская выставка (Центральное Кентербери)                                                                             |
| 16 декабря | Кентербери       | Крайстчерч, Ашбертон                                                         | Вторая пятница после первого вторника в ноябре (Крайстчерч) — совпадает с сельскохозяйственной и животноводческой выставкой. |
|            | остров Чатем     | остров Чатем                                                                 | Ближайший понедельник |
| 1 декабря  | Уэст-Ленд        | Hokitika, Греймут                                                            | Ближайший понедельник (Греймут)                                                                                              |
| 1 декабря  | Уэст-Ленд        | Hokitika, Греймут                                                            | Варьируется (за пределами Греймута)                                                                                          |